# Inga tarapotensis
Inga tarapotensis är en ärtväxtart som beskrevs av George Bentham. Inga tarapotensis ingår i släktet Inga och familjen ärtväxter. Inga underarter finns listade i Catalogue of Life.